# Hopman Cup 2016
 (juillet 2018).
Si vous disposez d'ouvrages ou d'articles de référence ou si vous connaissez des sites web de qualité traitant du thème abordé ici, merci de compléter l'article en donnant les références utiles à sa vérifiabilité et en les liant à la section « Notes et références ».
La Hopman Cup 2016 est la 28e édition du tournoi. Huit équipes mixtes participent à la compétition qui se déroule selon les modalités dites du « round robin » : séparées en deux poules de quatre équipes, les premières de chaque poule se disputent le titre en finale. Chaque confrontation entre deux pays comporte trois matchs : un simple dames, un simple messieurs et un double mixte souvent décisif.
Le tournoi se déroule à Perth, en Australie.

## Faits marquants
- On note les forfaits de l'Australienne Casey Dellacqua, atteinte d'une commotion cérébrale, du Français Gaël Monfils, blessé à la jambe et de la Tchèque Lucie Šafářová.
- Les joueurs forfaits sont respectivement remplacés par Jarmila Gajdošová, Kenny de Schepper et Karolína Plíšková.
- En cours de compétition, l'Américaine Serena Williams déclare forfait à plusieurs reprises avant de renoncer définitivement à cette édition. Elle est remplacée par Victoria Duval.
- L'Australie Green s'impose face à l'Ukraine 2-0, le double ne s'étant pas disputé. Il s'agit du premier titre en équipe mixte pour Nick Kyrgios et Daria Gavrilova.

## Participants
| N° | Nation         | Joueurs                             | Résultat | Résultat                |
| 1  | Australie Gold | Jarmila Gajdošová Lleyton Hewitt    |          | 1 victoire - 2 défaites |
| 2  | Tchéquie       | Karolína Plíšková Jiří Veselý       |          | 1 victoire - 2 défaites |
| 3  | Ukraine        | Elina Svitolina Alexandr Dolgopolov | Finale   | 3 victoires - 1 défaite |
| 4  | États-Unis     | Serena Williams Jack Sock           |          | 1 victoire - 2 défaites |

| N° | Nation          | Joueurs                           | Résultat | Résultat                |
| 5  | Australie Green | Daria Gavrilova Nick Kyrgios      | Victoire | 4 victoires - 0 défaite |
| 6  | France          | Caroline Garcia Kenny de Schepper |          | 0 victoire - 3 défaites |
| 7  | Allemagne       | Sabine Lisicki Alexander Zverev   |          | 1 victoire - 2 défaites |
| 8  | Royaume-Uni     | Heather Watson Andy Murray        |          | 2 victoires - 1 défaite |

## Matchs de poule
L'équipe en tête de chaque poule est qualifiée pour la finale.

### Groupe A

#### Classement
| Rang | Pays           | V - D | Matchs | Sets    | Jeux      |
| ---- | -------------- | ----- | ------ | ------- | --------- |
| 1    | Ukraine        | 3 - 0 | 6 - 3  | 13 - 7  | 105 - 89  |
| 2    | Tchéquie       | 1 - 2 | 5 - 4  | 12 - 10 | 122 - 108 |
| 3    | Australie Gold | 1 - 2 | 4 - 5  | 10 - 11 | 103 - 104 |
| 4    | États-Unis     | 1 - 2 | 3 - 6  | 5 - 10  | 86 - 115  |

#### Matchs détaillés
|  | Équipe 1       | Score | Équipe 2           |  |
|  | Australie Gold | 0 – 3 | République tchèque |  |

| Ordre des matchs | Joueurs                            | Points au premier set | Points au second set | Points au troisième set |
| ---------------- | ---------------------------------- | --------------------- | -------------------- | ----------------------- |
| 1                | Lleyton Hewitt                     | 3                     | 7                    | 4                       |
| 1                | Jiří Veselý                        | 6                     | 61                   | 6                       |
|                  |                                    |                       |                      |                         |
| 2                | Jarmila Gajdošová                  | 5                     | 3                    |                         |
| 2                | Karolína Plíšková                  | 7                     | 6                    |                         |
|                  |                                    |                       |                      |                         |
| 3 (sans enjeu)   | Jarmila Gajdošová - Lleyton Hewitt | 2                     | 5                    |                         |
| 3 (sans enjeu)   | Karolína Plíšková - Jiří Veselý    | 6                     | 7                    |                         |

|  | Équipe 1 | Score | Équipe 2   |  |
|  | Ukraine  | 2 – 1 | États-Unis |  |

| Ordre des matchs | Joueurs                               | Points au premier set | Points au second set | Points au troisième set |
| ---------------- | ------------------------------------- | --------------------- | -------------------- | ----------------------- |
| 1                | Alexandr Dolgopolov                   | 6                     | 6                    |                         |
| 1                | Jack Sock                             | 4                     | 2                    |                         |
|                  |                                       |                       |                      |                         |
| 2                | Elina Svitolina                       | 6                     | 6                    |                         |
| 2                | Victoria Duval                        | 4                     | 1                    |                         |
|                  |                                       |                       |                      |                         |
| 3                | Elina Svitolina - Alexandr Dolgopolov | 2                     | 3                    |                         |
| 3                | Victoria Duval - Jack Sock            | 6                     | 6                    |                         |

|  | Équipe 1           | Score | Équipe 2 |  |
|  | République tchèque | 1 – 2 | Ukraine  |  |

| Ordre des matchs | Joueurs                               | Points au premier set | Points au second set | Points au troisième set |
| ---------------- | ------------------------------------- | --------------------- | -------------------- | ----------------------- |
| 1                | Jiří Veselý                           | 5                     | 63                   |                         |
| 1                | Alexandr Dolgopolov                   | 7                     | 7                    |                         |
|                  |                                       |                       |                      |                         |
| 2                | Karolína Plíšková                     | 5                     | 2                    |                         |
| 2                | Elina Svitolina                       | 7                     | 6                    |                         |
|                  |                                       |                       |                      |                         |
| 3                | Karolína Plíšková - Jiří Veselý       | 6                     | 6                    |                         |
| 3                | Elina Svitolina - Alexandr Dolgopolov | 3                     | 1                    |                         |

|  | Équipe 1       | Score | Équipe 2   |  |
|  | Australie Gold | 3 – 0 | États-Unis |  |

| Ordre des matchs | Joueurs                            | Points au premier set | Points au second set | Points au troisième set |
| ---------------- | ---------------------------------- | --------------------- | -------------------- | ----------------------- |
| 1                | Lleyton Hewitt                     | 7                     | 6                    |                         |
| 1                | Jack Sock                          | 5                     | 4                    |                         |
|                  |                                    |                       |                      |                         |
| 2                | Jarmila Gajdošová                  | 7                     | 2                    |                         |
| 2                | Serena Williams                    | 5                     | 1                    | ab.                     |
|                  |                                    |                       |                      |                         |
| 3 (sans enjeu)   | Jarmila Gajdošová - Lleyton Hewitt | 7                     | 6                    |                         |
| 3 (sans enjeu)   | Victoria Duval - Jack Sock         | 64                    | 1                    |                         |

|  | Équipe 1       | Score | Équipe 2 |  |
|  | Australie Gold | 1 – 2 | Ukraine  |  |

| Ordre des matchs | Joueurs                               | Points au premier set | Points au second set | Points au troisième set |
| ---------------- | ------------------------------------- | --------------------- | -------------------- | ----------------------- |
| 1                | Lleyton Hewitt                        | 6                     | 3                    | 4                       |
| 1                | Alexandr Dolgopolov                   | 4                     | 6                    | 6                       |
|                  |                                       |                       |                      |                         |
| 2                | Jarmila Gajdošová                     | 3                     | 3                    |                         |
| 2                | Elina Svitolina                       | 6                     | 6                    |                         |
|                  |                                       |                       |                      |                         |
| 3 (sans enjeu)   | Jarmila Gajdošová - Lleyton Hewitt    | 3                     | 7                    | 10                      |
| 3 (sans enjeu)   | Elina Svitolina - Alexandr Dolgopolov | 6                     | 5                    | 5                       |

|  | Équipe 1           | Score | Équipe 2   |  |
|  | République tchèque | 1 – 2 | États-Unis |  |

| Ordre des matchs | Joueurs                         | Points au premier set | Points au second set | Points au troisième set |
| ---------------- | ------------------------------- | --------------------- | -------------------- | ----------------------- |
| 1                | Jiří Veselý                     | 6                     | 2                    | 63                      |
| 1                | Jack Sock                       | 4                     | 6                    | 7                       |
|                  |                                 |                       |                      |                         |
| 2                | Karolína Plíšková               | 4                     | 6                    | 6                       |
| 2                | Victoria Duval                  | 6                     | 1                    | 4                       |
|                  |                                 |                       |                      |                         |
| 3                | Karolína Plíšková - Jiří Veselý | 65                    | 6                    | 7                       |
| 3                | Victoria Duval - Jack Sock      | 7                     | 4                    | 10                      |

### Groupe B

#### Classement
| Rang | Pays            | V - D | Matchs | Sets   | Jeux      |
| ---- | --------------- | ----- | ------ | ------ | --------- |
| 1    | Australie Green | 3 - 0 | 7 - 2  | 14 - 8 | 128 - 111 |
| 2    | Royaume-Uni     | 2 - 1 | 6 - 3  | 14 - 8 | 123 - 111 |
| 3    | Allemagne       | 1 - 2 | 2 - 7  | 6 - 15 | 90 - 115  |
| 4    | France          | 0 - 3 | 3 - 6  | 9 - 12 | 107 - 119 |

#### Matchs détaillés
|  | Équipe 1        | Score | Équipe 2  |  |
|  | Australie Green | 3 – 0 | Allemagne |  |

| Ordre des matchs | Joueurs                           | Points au premier set | Points au second set | Points au troisième set |
| ---------------- | --------------------------------- | --------------------- | -------------------- | ----------------------- |
| 1                | Nick Kyrgios                      | 4                     | 6                    | 6                       |
| 1                | Alexander Zverev                  | 6                     | 1                    | 4                       |
|                  |                                   |                       |                      |                         |
| 2                | Daria Gavrilova                   | 6                     | 6                    |                         |
| 2                | Sabine Lisicki                    | 2                     | 2                    |                         |
|                  |                                   |                       |                      |                         |
| 3 (sans enjeu)   | Daria Gavrilova - Nick Kyrgios    | 6                     | 4                    | 10                      |
| 3 (sans enjeu)   | Sabine Lisicki - Alexander Zverev | 3                     | 6                    | 7                       |

|  | Équipe 1    | Score | Équipe 2 |  |
|  | Royaume-Uni | 2 – 1 | France   |  |

| Ordre des matchs | Joueurs                             | Points au premier set | Points au second set | Points au troisième set |
| ---------------- | ----------------------------------- | --------------------- | -------------------- | ----------------------- |
| 1                | Andy Murray                         | 6                     | 6                    |                         |
| 1                | Kenny de Schepper                   | 2                     | 2                    |                         |
|                  |                                     |                       |                      |                         |
| 2                | Heather Watson                      | 3                     | 7                    | 3                       |
| 2                | Caroline Garcia                     | 6                     | 5                    | 6                       |
|                  |                                     |                       |                      |                         |
| 3                | Heather Watson - Andy Murray        | 6                     | 5                    | 10                      |
| 3                | Caroline Garcia - Kenny de Schepper | 2                     | 7                    | 6                       |

|  | Équipe 1 | Score | Équipe 2  |  |
|  | France   | 1 – 2 | Allemagne |  |

| Ordre des matchs | Joueurs                             | Points au premier set | Points au second set | Points au troisième set |
| ---------------- | ----------------------------------- | --------------------- | -------------------- | ----------------------- |
| 1                | Kenny de Schepper                   | 2                     | 2                    |                         |
| 1                | Alexander Zverev                    | 6                     | 6                    |                         |
|                  |                                     |                       |                      |                         |
| 2                | Caroline Garcia                     | 6                     | 7                    |                         |
| 2                | Sabine Lisicki                      | 2                     | 65                   |                         |
|                  |                                     |                       |                      |                         |
| 3                | Caroline Garcia - Kenny de Schepper | 4                     | 7                    | 6                       |
| 3                | Sabine Lisicki - Alexander Zverev   | 6                     | 6                    | 10                      |

|  | Équipe 1        | Score | Équipe 2    |  |
|  | Australie Green | 2 – 1 | Royaume-Uni |  |

| Ordre des matchs | Joueurs                        | Points au premier set | Points au second set | Points au troisième set |
| ---------------- | ------------------------------ | --------------------- | -------------------- | ----------------------- |
| 1                | Nick Kyrgios                   | 6                     | 7                    |                         |
| 1                | Andy Murray                    | 4                     | 65                   |                         |
|                  |                                |                       |                      |                         |
| 2                | Daria Gavrilova                | 7                     | 2                    | 5                       |
| 2                | Heather Watson                 | 62                    | 6                    | 7                       |
|                  |                                |                       |                      |                         |
| 3                | Daria Gavrilova - Nick Kyrgios | 6                     | 60                   | 11                      |
| 3                | Heather Watson - Andy Murray   | 2                     | 7                    | 9                       |

|  | Équipe 1    | Score | Équipe 2  |  |
|  | Royaume-Uni | 3 – 0 | Allemagne |  |

| Ordre des matchs | Joueurs                           | Points au premier set | Points au second set | Points au troisième set |
| ---------------- | --------------------------------- | --------------------- | -------------------- | ----------------------- |
| 1                | Andy Murray                       | 6                     | 6                    |                         |
| 1                | Alexander Zverev                  | 3                     | 4                    |                         |
|                  |                                   |                       |                      |                         |
| 2                | Heather Watson                    | 6                     | 6                    |                         |
| 2                | Sabine Lisicki                    | 3                     | 4                    |                         |
|                  |                                   |                       |                      |                         |
| 3 (sans enjeu)   | Heather Watson - Andy Murray      | 6                     | 6                    |                         |
| 3 (sans enjeu)   | Sabine Lisicki - Alexander Zverev | 3                     | 4                    |                         |

|  | Équipe 1        | Score | Équipe 2 |  |
|  | Australie Green | 2 – 1 | France   |  |

| Ordre des matchs | Joueurs                             | Points au premier set | Points au second set | Points au troisième set |
| ---------------- | ----------------------------------- | --------------------- | -------------------- | ----------------------- |
| 1                | Nick Kyrgios                        | 6                     | 6                    |                         |
| 1                | Kenny de Schepper                   | 4                     | 4                    |                         |
|                  |                                     |                       |                      |                         |
| 2                | Daria Gavrilova                     | 4                     | 67                   |                         |
| 2                | Caroline Garcia                     | 6                     | 7                    |                         |
|                  |                                     |                       |                      |                         |
| 3                | Daria Gavrilova - Nick Kyrgios      | 6                     | 2                    | 11                      |
| 3                | Caroline Garcia - Kenny de Schepper | 4                     | 6                    | 9                       |

## Finale
|  | Équipe 1        | Score | Équipe 2 |  |
|  | Australie Green | 2 – 0 | Ukraine  |  |